# Pathein
Pathein vagy Patejn (burmai ပုသိမ်မြို့ , korábban Basszejn) egy város Mianmarban, az Ayeyarwady régió legnagyobb városa és székhelye.
Rangúntól 190-200 km-re nyugatra fekszik, az azonos nevű, Pathein folyó partján, amely az Iravádi folyó egyik nyugati ága. 
A 2010-es években az ország negyedik legnagyobb városa. A 2014-es mianmari népszámlálás szerint a népessége közel 170 ezer fő volt.
A Bengáli-öböltől való távolsága ellenére nagy óceánjáró hajók is érkeznek a kikötőjébe. Fontos vasúti csomópont.

## Látnivalók
A városban számos buddhista pagoda található. A fő látnivaló a Shwemokhtaw pagoda (ရွှေမုဋ္ဌောစေတီ). A legenda szerint Asóka király építette Kr.e. 305-ben. Ma a pagoda magassága 46,6 m, a felső rész tömör aranyból, a középső része ezüst, az alsó réteg pedig bronzból készült. Gyémántot, rubintot és féldrágakövet is felhasználtak a díszítéséhez.

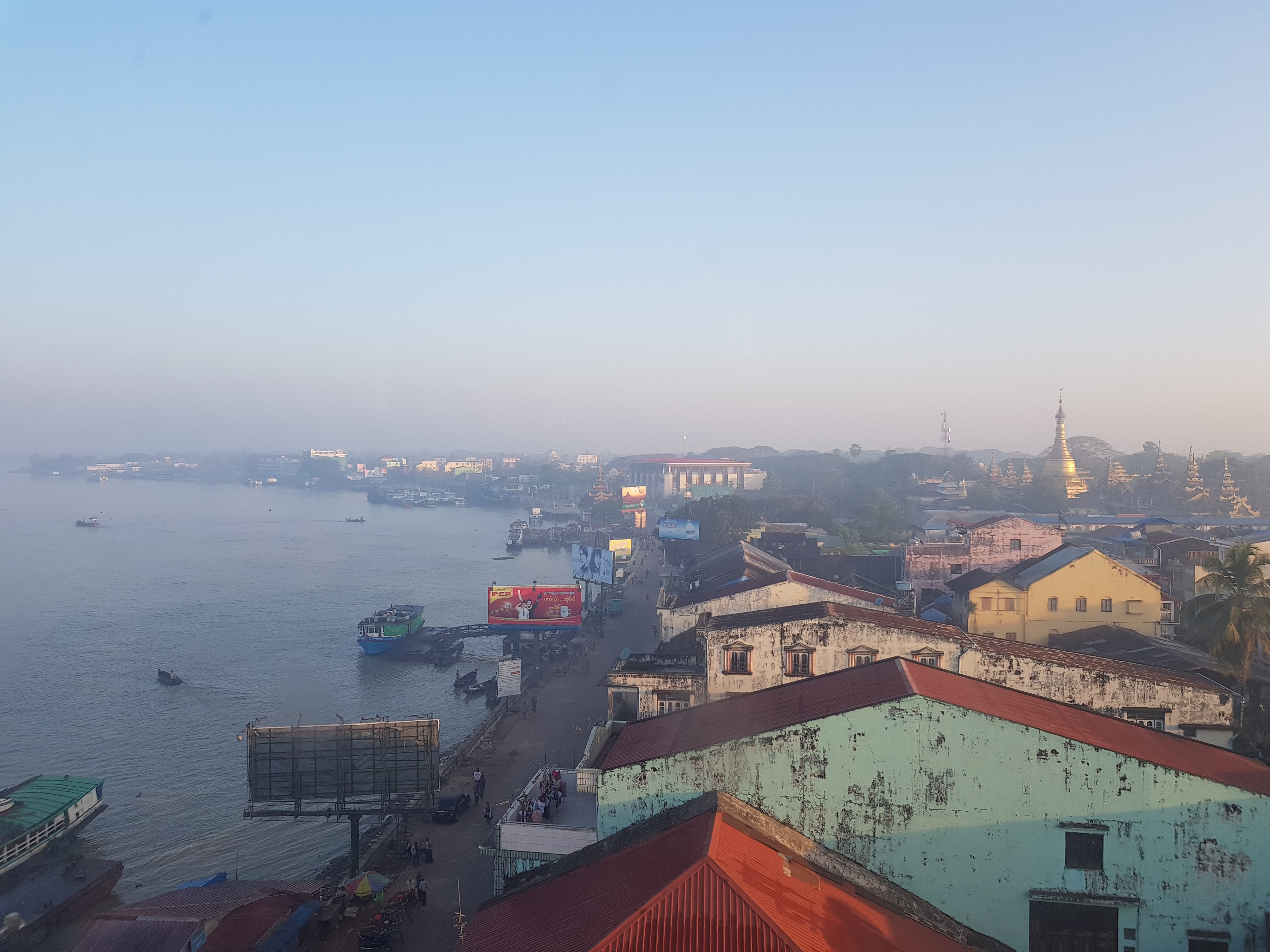
Folyópart, a Kanner út mentén

Egyéb látnivalók:
- Tagaung Mingala pagoda
- Settawya pagoda
- Az óratorony
- Szent Péter székesegyház
- Pathein Egyetem
- Pathein Kulturális Múzeum